# صفوان عطاف
صفوان عطاف (ولد في 9 مارس 1984، القنيطرة، المغرب) لاعب جودو مغربي، تَخَصّص في وزن أقل من 81 كغم. فاز عطاف بذهبية اختصاصه أربع مرات في بطولة أفريقيا للجودو.

## إنجازاته

### بطولة أفريقيا للجودو
- 2012 أغادير  المغرب:  ميدالية ذهبية في وزن أقل من 81 كغم.
- 2011 دكار  السنغال:  ميدالية برونزية في وزن أقل من 81 كغم.
- 2010 ياوندي  الكاميرون:  ميدالية ذهبية في وزن أقل من 81 كغم.
- 2009 موريشيوس  موريشيوس:  ميدالية ذهبية في وزن أقل من 81 كغم.
- 2008 أغادير  المغرب:  ميدالية ذهبية في وزن أقل من 81 كغم.
- 2005 بورت إليزابيث  جنوب إفريقيا:  ميدالية برونزية في وزن أقل من 81 كغم.
- 2002 القاهرة  مصر:  ميدالية برونزية في وزن أقل من 81 كغم.
- 2001 طرابلس  ليبيا:  ميدالية برونزية في وزن أقل من 73 كغم.

### بطولة العالم
- 2011 ساو باولو  البرازيل:  ميدالية فضية في وزن أقل من 81 كغم.

### الألعاب الفرانكوفونية
- 2011 بيروت  لبنان:  ميدالية ذهبية في وزن أقل من 81 كغم.
- 2011 نيامي  النيجر:  ميدالية فضية في وزن أقل من 81 كغم.

### الألعاب المتوسطية
- 2009 بيسكارا  إيطاليا:  ميدالية برونزية في وزن أقل من 81 كغم.
- 2009 ألمرية  إسبانيا:  ميدالية برونزية في وزن أقل من 81 كغم.

### الألعاب العربية
- 2011 الدوحة  قطر:  ميدالية ذهبية في وزن أقل من 63 كغم.

### الألعاب الأولمبية
- 2012 لندن  المملكة المتحدة: مشارك في وزن أقل من 81 كلغ.

## روابط خارجية
- صفوان عطاف على موقع الفيدرالية الدولية للجودو (الإنجليزية)
- صفوان عطاف على موقع JudoInside.com (الإنجليزية)
- صفوان عطاف على موقع AllJudo.net (الفرنسية)
- صفوان عطاف على موقع اللجنة الأولمبية الدولية (الإنجليزية)
- صفوان عطاف على موقع أوليمبيديا (الإنجليزية)